# Cyberiada
Cyberiada – cykl opowiadań Stanisława Lema osadzonych w świecie robotów, z głównymi bohaterami Trurlem i Klapaucjuszem. Po raz pierwszy wydany pod tym tytułem nakładem Wydawnictwa Literackiego w roku 1965.
Najstarsze opowiadania z cyklu ukazały się w zbiorze Bajki robotów w 1964, ostatnie – Powtórka – w zbiorze pod tym samym tytułem w 1979.
Z powodu podobieństwa obu zbiorów (świat, tematyka), Cyberiada jest zwykle łączona z Bajkami robotów.

## Utwory
Z dzieła Cyfrotikon, czyli o dewijacyach, superfiksacyach a waryjacyach serdecznych
- Jak ocalał świat (po raz pierwszy w zbiorze Bajki robotów Wydawnictwo Literackie 1964)
- Maszyna Trurla (po raz pierwszy w zbiorze Bajki robotów Wydawnictwo Literackie 1964)
- Wielkie lanie (po raz pierwszy w zbiorze Bajki robotów Wydawnictwo Literackie 1964)

### Siedem wypraw Trurla i Klapaucjusza

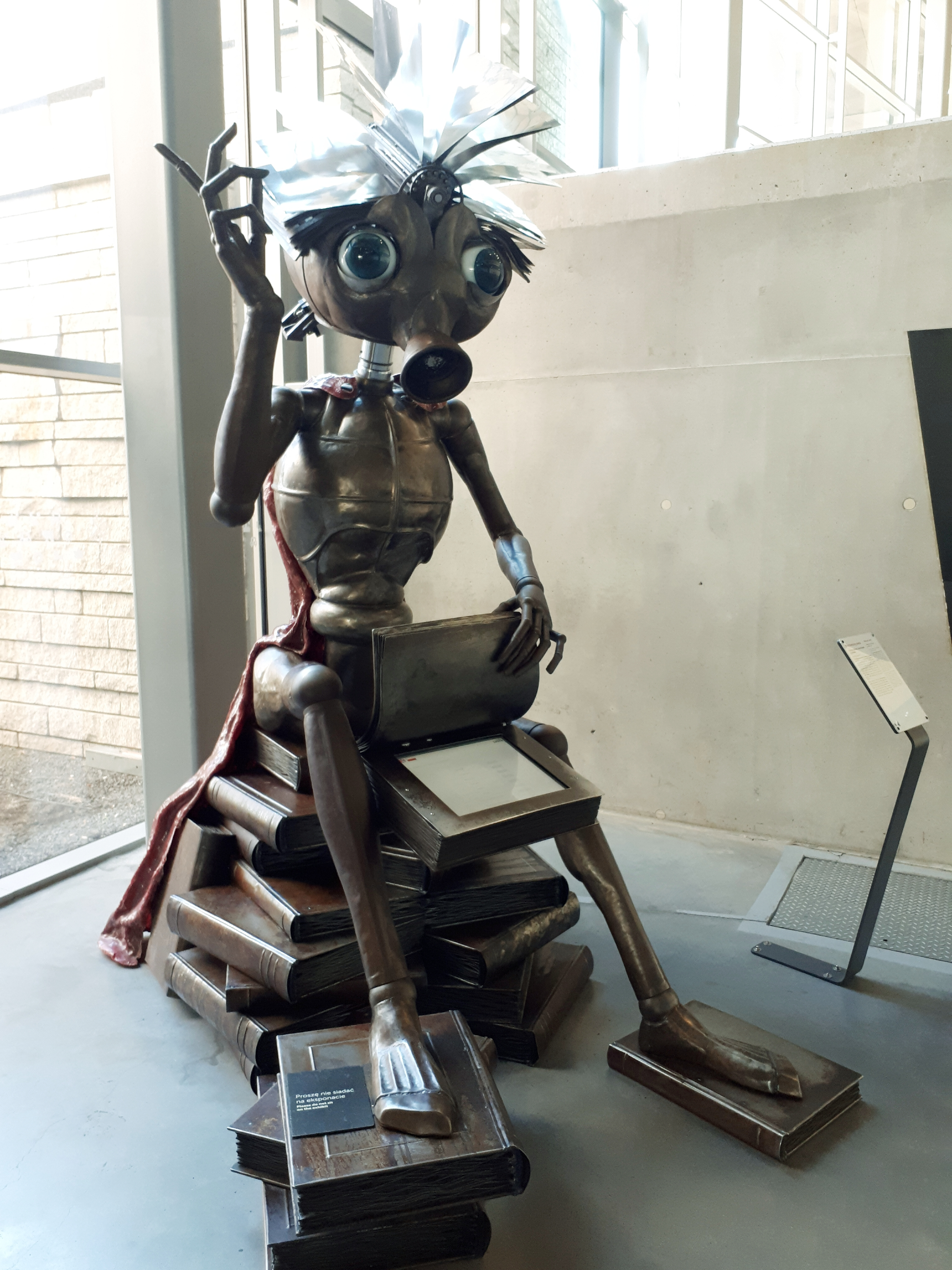
Elektrybałt w Centrum Nauki Kopernik

- Wyprawa pierwsza, czyli pułapka Gargancjana
- Wyprawa pierwsza A, czyli Elektrybałt Trurla
- Wyprawa druga, czyli oferta króla Okrucyusza
- Wyprawa trzecia, czyli smoki prawdopodobieństwa
- Wyprawa czwarta, czyli o tym jak Trurl kobietron zastosował, królewicza Pantarktyka od mąk miłosnych chcąc zbawić i jak potem do użycia dzieciomiotu doszło
- Wyprawa piąta, czyli o figlach króla Baleryona
- Wyprawa piąta A, czyli konsultacja Trurla
- Wyprawa szósta, czyli jak Trurl i Klapaucjusz demona drugiego rodzaju stworzyli, aby zbójcę Gębona pokonać
- Wyprawa siódma, czyli o tym jak własna doskonałość Trurla do złego przywiodła

Wszystkie powyższe opowiadania ukazały się po raz pierwszy w zbiorze Cyberiada Wydawnictwo Literackie 1965.
- Bajka o trzech maszynach opowiadających króla Genialona (po raz pierwszy w zbiorze Cyberiada Wydawnictwo Literackie 1965)
- Altruizyna, czyli opowieść prawdziwa o tym, jak pustelnik Dobrycy kosmos uszczęśliwić zapragnął i co z tego wynikło (po raz pierwszy w zbiorze Polowanie Wydawnictwo Literackie 1965)
- Kobyszczę (po raz pierwszy w zbiorze Bezsenność Wydawnictwo Literackie 1971)
- Edukacja Cyfrania (po raz pierwszy w zbiorze Maska Wydawnictwo Literackie 1976, autor planował wydać opowiadanie w zbiorze Bezsenność w 1971, ale zostało wówczas zatrzymane przez cenzurę)[1]
  - Opowieść pierwszego Odmrożeńca
  - Opowieść drugiego Odmrożeńca
- Powtórka (po raz pierwszy w zbiorze Powtórka Wydawnictwo Literackie 1979)

W świecie Cyberiady większość bohaterów to roboty lub inteligentne maszyny. Opowiadania skupiają się na problemach indywidualnych i społecznych, ale też na bezcelowych próbach osiągnięcia szczęścia dla ludzkości środkami technologicznymi.

## Świat Cyberiady i jego mieszkańcy
Uniwersum Cyberiady jest osadzone w nieokreślonych, bajkowych czasach. Są tam królestwa, rycerze, księżniczki, a nawet smoki. Mieszkańcy to zazwyczaj antropomorficzne roboty, zwykle też z podziałem na płcie. Kochają i zawierają małżeństwa, powszechne są wśród nich fizyczne i umysłowe niedoskonałości, starzenie i śmierć - w wypadkach lub w przypadku morderstwa. Autor opisuje to wszystko językiem z dziedziny mechaniki. Śmierć i kalectwo są u robotów oczywiście do ominięcia - najczęściej na drodze napraw. Często są też w pełni odwracalne. Mistrz Kerebron, nauczyciel Trurla i Klapaucjusza, jest właśnie takim robotem w stanie zatrzymania, ale może być reanimowany (włączony) w swoim grobowcu.
Nie ma tu jednego poziomu techniki - z jednej strony spotyka się typowo baśniowe i średniowieczne miecze, wierzchowce, zbroje, armaty i szubienice, z drugiej natomiast powszechne są podróże kosmiczne, bardzo zaawansowane technologie, fantastyczne rodzaje broni i urządzenia przyszłości. Klapaucjusz odkrywa nawet cywilizację NFR - na Najwyższej Fazie Rozwoju.
W niektórych opowiadaniach pojawiają się też bladawce, organiczne istoty potrzebujące do życia wody (śmiertelnie groźnej dla robotów, ponieważ wywołuje rdzewienie). Roboty traktują ich albo jako legendę, albo jako istoty obrzydliwe i prymitywne.

## Trurl i Klapaucjusz
Trurl i Klapaucjusz to genialni inżynierowie (są oni robotami, podobnie jak większość innych mieszkańców znanych im światów), zwani konstruktorami (ponieważ są w stanie skonstruować wszystko czego zapragną), o niemal boskich zdolnościach - przykładowo przesuwają gwiazdy na niebie, by stworzyć reklamę; ich wynalazki mogą też łamać prawa fizyki.
Trurl i Klapaucjusz stanowią parę najlepszych przyjaciół, a jednocześnie rywali. Ich spory o miano najlepszego konstruktora przybierają czasem dość brutalne formy (opowiadanie Wielkie lanie). Kiedy nie są zajęci budową nowych mechanizmów, podróżują po Wszechświecie, pomagając potrzebującym i obalając tyranów - są opisywani jako dobrzy i praworządni. Za swe usługi nie odmawiają hojnych nagród, a oszukani w tej materii bez wahania sami karzą niesolidnego klienta.
Jednym z przykładów może być Wyprawa druga…, podczas której konstruktorzy przybywają na planetę króla, który kocha polowania. Król miał okazję polować na najgroźniejsze bestie i zwierzęta, a obecnie wynajmuje różnych konstruktorów, by ci sprawiali mu nowe bestie-roboty, z którymi mógłby walczyć. Ponieważ wymyślone przez nich bestie nie zadowalały go, wszyscy tacy konstruktorzy zostali pozbawieni życia. Podobny los spotykał także oszustów. Kiedy Trurl i Klapaucjusz przybywają na planetę, są aresztowani i mają dwanaście dni na skonstruowanie odpowiedniej bestii dla króla. Stają przed dylematem: jeśli zrobią coś, co król pokona, zostaną przez niego pozbawieni życia, jak całe rzesze konstruktorów przed nimi. Z kolei jeśli zrobią bestię, która zabije króla, niechybnie jego następca uczyni to także z nimi, by okazać szacunek poprzednikowi. Rozwiązują problem konstruując zwierzę, które przeżywa polowanie (z udziałem cyber-ogarów, pocisków nuklearnych, laserów i cyber-armat, co jest charakterystyczne dla całej Cyberiady) i bierze króla w niewolę, przemieniając się w kilku funkcjonariuszy policji z nakazem aresztowania. Mimo gruntownego przeszukania planety, dwór króla nie odnajduje (głównie dlatego, że poszukując fałszywych policjantów, połowa policji aresztuje drugą). Król zostaje uwolniony dopiero po spełnieniu wszystkich (głównie materialnych) żądań bohaterów.
Innym razem, podczas Wyprawy szóstej…, Trurl i Klapaucjusz zostają pojmani przez międzygwiezdnego zbója Gębona. Celem wykupienia Trurl proponuje skonstruowanie maszyny zamieniającej wodór w złoto (co prezentuje „ręcznie”, mieszając protony i okraszając je elektronami). Gębon okazuje się być zbójem dyplomowanym, z doktoratem i patentami, który nie dba o bogactwo (także dlatego, że wykonane w taki sposób złoto stałoby się pospolite, więc bezwartościowe), ale za to żądny jest wiedzy. Konstruktorzy zatem sporządzają Demona Drugiego Rodzaju, który odsiewa informacje z przypadkowego ruchu cząsteczek gazu i drukuje je na wstędze papieru. Zanim zbójca uświadamia sobie, że informacje te, choć jak najprawdziwsze, są całkowicie bezużyteczne, jest już omotany kilometrami papierowej wstęgi, a konstruktorzy uciekają, zostawiając go bezsilnego.

## Opowieści o poszukiwaniu szczęścia i społeczności idealnej
Lem był bardzo zainteresowany poszukiwaniem natury idealnej społeczności - zainteresowania te można odnaleźć także w jego innych dziełach: Pokój na Ziemi, Kongres futurologiczny, Wizja lokalna.
NFR - Najwyższa Faza Rozwoju. Pewnego dnia Trurla odwiedza umierający pustelnik i opowiada przygodę Klapaucjusza. Klapaucjusz podczas swoich wypraw napotyka starego robota, który opowiada mu, że logicznie dowiódł istnienia cywilizacji, która osiągnęła najwyższą fazę rozwoju (NFR), ponieważ, skoro istnieje szereg cywilizacji, któraś musi być w najwyższej fazie. Jedyny problem stanowiło odnalezienie tej właściwej, ponieważ wszystkie badane cywilizacje podawały się za NFR. Jedynym sposobem okazało się poszukiwanie „cudów”, czegoś co wymyka się racjonalnym tłumaczeniom i co miałoby być efektem działania cywilizacji NFR. W końcu Klapaucjusz odnajduje taki „cud” - sześcienną gwiazdę, wokół której orbituje planeta o takim samym kształcie z dużym napisem NFR. Konstruktor ląduje na niej i spotyka jej mieszkańców: grupę około 100 bezczynnie leżących osobników. Gdy NFR (Enefercy, jak nazywa ich autor) poczuły się zmęczone wysiłkami Klapaucjusza w celu uzyskania od nich odpowiedzi, teleportowały go i jego statek daleko w kosmos, po napełnieniu statku podarunkami. Widząc, że tą drogą niczego nie dojdzie, Klapaucjusz konstruuje wielką maszynę zdolną symulować cały Wszechświat, włącznie z cywilizacją NFR. Po zapoznaniu się z symulacją, dowiaduje się, że w przeszłości próbowano tego sposobu już 6 milionów razy, a NFRce, jako iż osiągnęły ten stan już dość dawno, teraz nie mają nic innego do roboty i osiągnięcia. Gdy Klapaucjusz pyta, dlaczego w takim razie NFRce nie pomagały innym cywilizacjom na niższych etapach rozwoju, symulacja wyjaśnia mu, że były takie próby, ale okazały się wysoce nieproduktywne. Dla przykładu zrzucenie na planetę kilku milionów urządzeń do spełniania życzeń po kilku godzinach doprowadziło do jej eksplozji. W końcu NFR z symulacji daje Klapaucjuszowi przepis na altruizynę - środek chemiczny pozwalający wszystkim zażywającym go dzielić uczucia i emocje. Nazwa pochodzi stąd, że ludzie czując ból innych, powinni zacząć ich traktować tak, jakby traktowali siebie w tej sytuacji.
Klapaucjusz produkuje dużą ilość tej substancji i wysyła pustelnika (chętnego do pomocy innym) w przebraniu człowieka, by wypróbować działanie altruizyny na mieszkańcach pojedynczej planety. Po wprowadzeniu altruizyny do wody pitnej, mieszkańcy zwijają się w bólach porodowych krowy, grupowo wyrywają kolejne zęby staruszkowi, którego boli ząb, i szturmują dom młodego małżeństwa podczas nocy poślubnej. W końcu pustelnik zostaje rozpoznany jako robot (nie widać po nim skutków działania altruizyny) i zostaje dotkliwie pobity i torturowany, a w końcu wystrzelony w kosmos za pomocą armaty. W takim stanie dociera w pobliże domu Trurla. Podsumowując swoją opowieść, pustelnik zapewnia, że minęło mu pragnienie uszczęśliwiania innych.

## Adaptacje
- Teksty z Cyberiady (Wyprawa pierwsza A, czyli Elektrybałt Trurla) są wykorzystane w kompozycji Esa-Pekki Salonena Floof[2].
- Wyprawa siódma… została zaadaptowana jako element scenariusza do filmu Victim of the Brain.
- Do libretta na podstawie Cyberiady Krzysztof Meyer skomponował operę pod tym samym tytułem. W 1971 roku I akt opery zrealizowała Telewizja Polska, jednak aluzje polityczne libretta dostrzeżone przez cenzurę czasów wczesnego Gierka spowodowały zawieszenie dalszej produkcji[3]. W 1986 całość wystawiła opera w Wuppertalu[4].
- 23 listopada 2011, z okazji 60 rocznicy wydania Astronautów, pierwszej powieści Lema, wyszukiwarka Google przygotowała Doodle z animacją i mini-grą opartą na motywach z wydań Cyberiady ilustrowanych przez Daniela Mroza[5][6].